# Clethra petelotii
Clethra petelotii är en tvåhjärtbladig växtart som beskrevs av Paul Louis Amans Dop och Troch.-marq. Clethra petelotii ingår i släktet Clethra och familjen Clethraceae. Inga underarter finns listade i Catalogue of Life.